# Tessitura

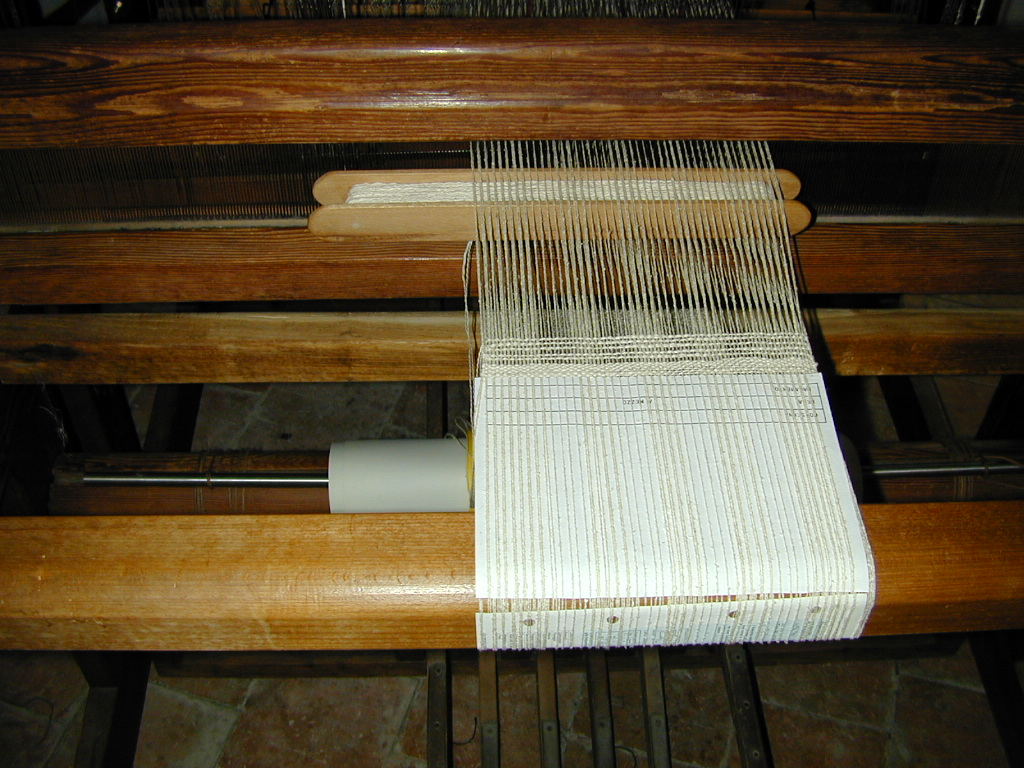
La navetta inserisce il filo di trama nel passo

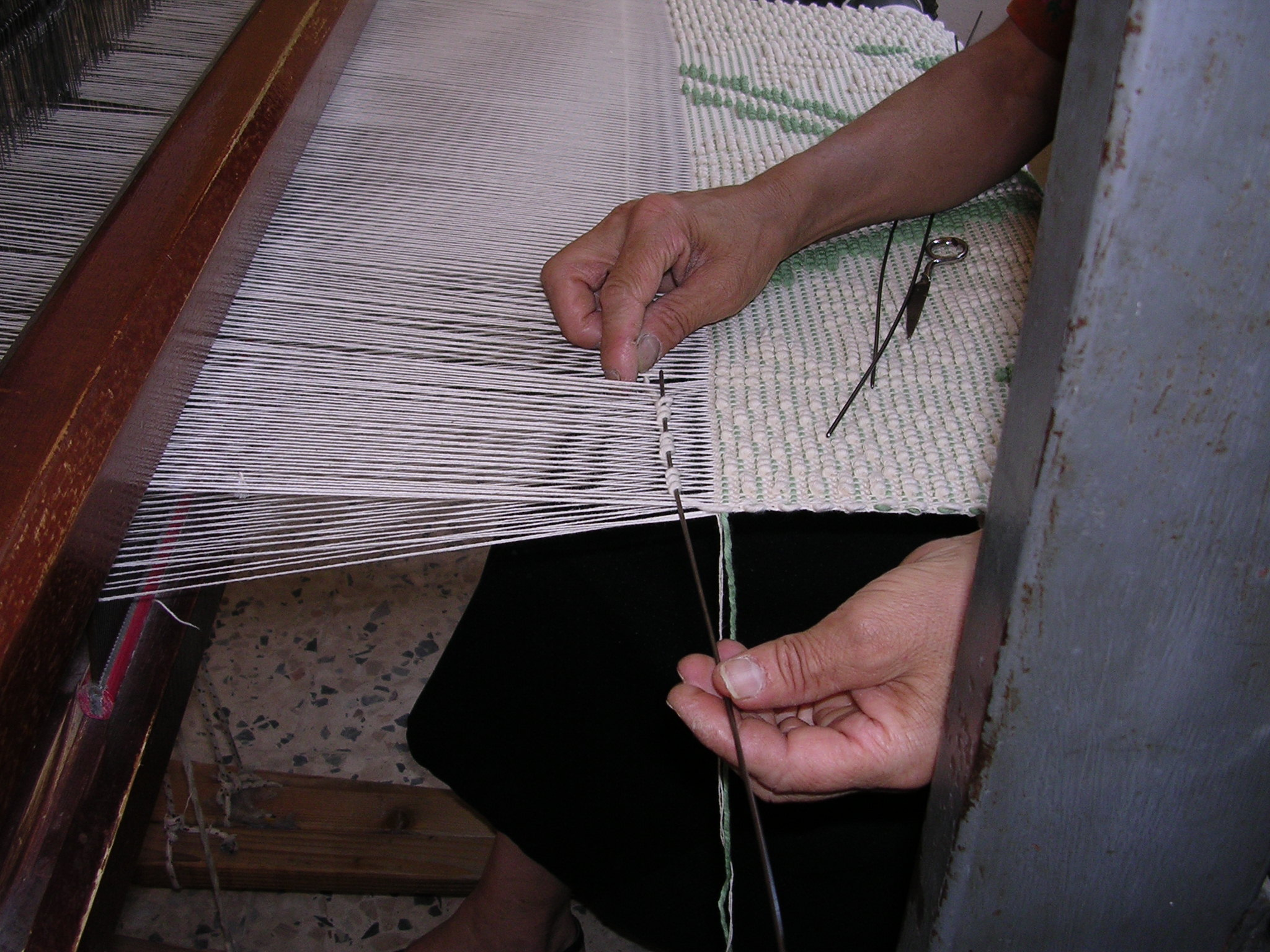
Tessitura del paese di Ulassai, Sardegna

La tessitura è l'arte di costruire un tessuto, ottenuto con l'intreccio dei fili di ordito con quello di trama.
Nel caso del tessuto più semplice, la tela, i fili di ordito (verticali) sono divisi in due serie, quelli pari e quelli dispari. Aprendo le due serie, una in alto e l'altra in basso, si ottiene un varco (passo) in cui si inserisce il filo di trama (orizzontale). Con lo scambio di posto delle serie, quella che era in alto va in basso e viceversa, si ottiene un incrocio che blocca il filo di trama, questo deve essere battuto, cioè schiacciato, contro la trama precedente, costituendo il tessuto.
Per costruire un tessuto si possono utilizzare molti mezzi, dai più semplici, come un cartone dentellato, alcuni bastoni o una cornice di legno, a quelli più complessi, come un telaio jacquard o uno industriale. La resa, cioè la qualità, la complessità e la dimensione del tessuto ottenuto, è in relazione con le caratteristiche tecniche del mezzo utilizzato.

## Storia
Democrito (V secolo a.C.) scriveva: «Noi siamo stati discepoli delle bestie nelle arti più importanti: del ragno nel tessere e nel rammendare...».

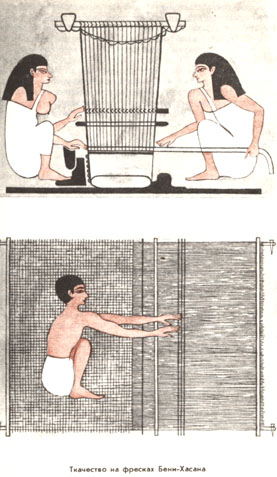
Tessitura nell'antico Egitto

Nasce dalla necessità di soddisfare esigenze materiali basilari, come coprirsi, per difendersi dagli sbalzi di temperatura e dagli eventi atmosferici.
La storia della tessitura segue passo passo quella dell'umanità, cercando di migliorare i manufatti e velocizzare il lavoro, l'uomo costruisce macchinari sempre più complessi, sino ad arrivare al punto, durante la rivoluzione industriale, in cui le macchine condizionano e determinano la vita di un'ampia fetta della popolazione europea occupata nel settore tessile.
I primi tessitori apparvero nel neolitico, costruivano telai molto semplici, poco più di un'intelaiatura rettangolare in bastoni o pali di legno messa in posizione verticale. La tensione dei fili di ordito era ottenuta tramite pesi, in argilla o pietra, che si trovano numerosissimi negli scavi archeologici. Utilizzavano lino e altre fibre vegetali.
Nell'antichità la tessitura era gestita in ambito familiare o con piccole imprese artigianali, ma già presso i Romani le fasi della lavorazione della lana e del lino cominciarono ad essere organizzate in officine specializzate in una sola lavorazione dove la manodopera era fornita dagli schiavi. Con la rete dei commerci giungevano in Italia materie prime e coloranti non solo dal Mediterraneo ma anche dall'oriente.
In Sicilia gli arabi portarono la produzione e manifattura della seta e Palermo durante il periodo normanno divenne il principale centro italiano per la produzione di tessuti preziosi in seta e oro, tra gli altri, il famoso mantello dell'incoronazione di Ruggero II conservato a Vienna.
Con il crollo dell'impero romano la tessitura ritorna a una gestione locale, solo verso la metà del XII secolo riprende con una produzione organizzata grazie alla confraternita degli Umiliati, dedita alla lavorazione della lana, che partendo dal Milanese costruì coi suoi conventi una prosperosa industria che si diffuse in tutto il nord Italia.
Con la ripresa dei commerci l'industria della lana (forse l'unica produzione che poteva definirsi tale) diede ricchezza alle città che la praticavano (Milano, Vicenza, Bologna, Firenze) e potenza alle corporazioni che gestivano i vari settori (Arte di Calimala, Arte della Lana, Arte della Seta, Arte dei Tintori). Con la sua dedizione ai commerci è Firenze che si afferma come centro di importazione ed esportazione dei manufatti di tessitura.
Nel Rinascimento la tessitura raggiunge un alto livello tecnico, grazie anche all'importazione della seta, materiale finissimo, lucido e resistente, vengono prodotti tessuti preziosi: raso, damasco, broccato, velluto, con disegni complessi e aggiunte d'oro e argento.

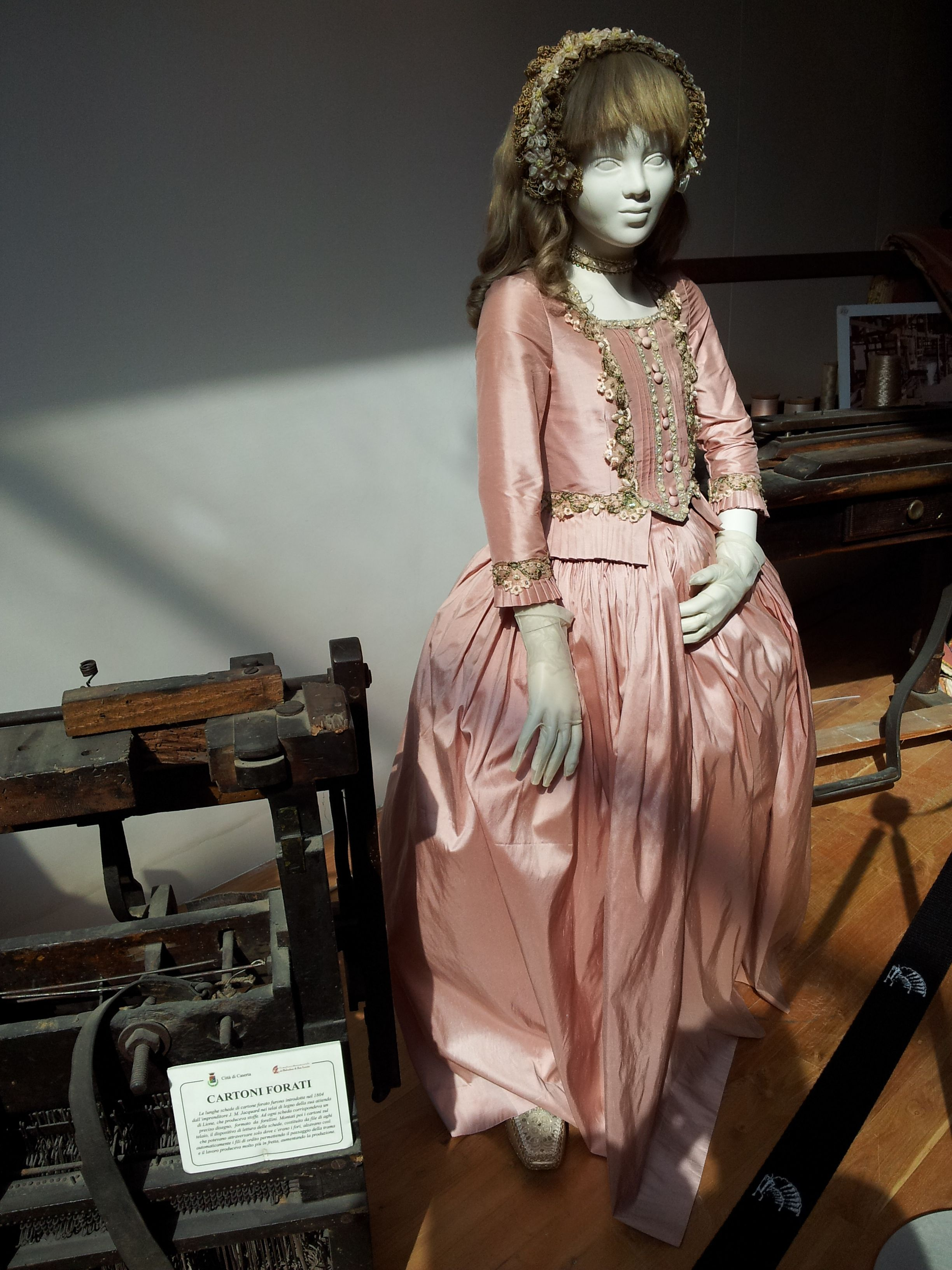
Abito ottocentesco proveniente dagli stabilimenti reali di San Leucio con al lato il telaio di Jacquard

Nel XVIII secolo l'arte della tessitura della seta vive un momento importante nel regno delle Due Sicilie quando, con Carlo di Borbone, vengono istituiti gli stabilimenti reali di San Leucio, a ridosso della reggia di Caserta, e vengono inviati in Francia i sarti napoletani per acquisirne a pieno l'arte.
All'inizio del XIX secolo la produzione tessile si meccanicizza e razionalizza, Joseph-Marie Jacquard, francese, inventa il telaio Jacquard dove una scheda perforata comanda il movimento dei licci permettendo l'esecuzione di disegni molto complessi con il lavoro di un solo tessitore, il telaio esce da un ambito artigianale e domestico per diventare uno degli artefici della rivoluzione industriale.

## Fasi della tessitura
- Indispensabile è avere del filato, fibra tessile ritorta (filata) a formare un filo.
- Preparazione del progetto con calcolo dell'ordito, la messa in carta.
- Preparazione dell'ordito e della trama
- Montaggio sul telaio dell'ordito (armatura): caricamento del subbio posteriore, passaggio dei fili dell'ordito nelle maglie dei licci, passaggio nelle fessure del pettine, legatura al subbio anteriore.
- Apertura del passo.
- Inserimento della trama (tessitura) con la navetta.
- Battitura col pettine per avvicinare i fili e compattare il tessuto.
- Man mano che il lavoro procede srotolamento dell'ordito e arrotolamento del tessuto fatto.
- Smontaggio della pezza quando finisce l'ordito.
- Finissaggio, finitura del tessuto (eventuali cimatura, garzatura, calandratura, follatura) o dei pezzi (orlatura, legatura delle frange).

## Strumenti
- Telaio

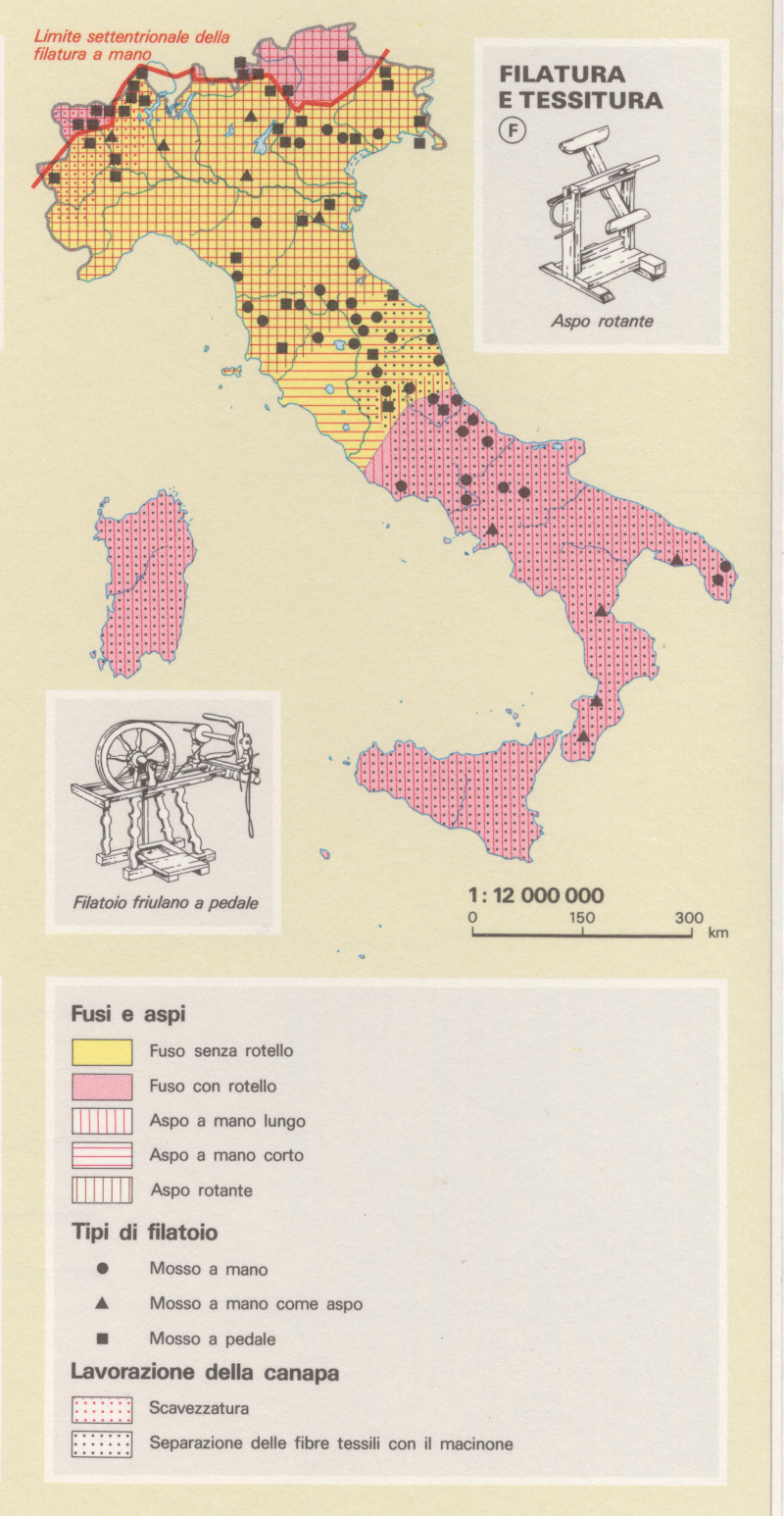
Attrezzi per la filatura e tessitura a mano in Italia

- Arcolaio, permette di dipanare le matasse trasformandole in gomitoli.
- Orditoio, ne esistono molti tipi, più o meno complessi a seconda delle caratteristiche dell'ordito da preparare. Si distinguono fondamentalmente in tre classi: sezionale (per orditi con elevato numero di fili e/o note d'ordito complesse), frazionale (note d'ordito semplici, le quali non comportino un'elevata ripetività del rapporto ed il numero dei fili della catena dell'ordito non è elevata) ed orditoio a botte o "verticale" (viene utilizzato per brevi metraggi di campionature, questo orditoio offre il vantaggio che da 16 rocche si possa ricavarne una nota d'ordito più o meno complessa con un alto numero di fili di fondo. Viene usato specialmente in camiceria ove la metratura media è di 200/400 m per catena d'ordito).
- Verghe di incrocio, due asticelle legate che mantengono l'incrocio dell'ordito, e quindi l'esatta sequenza dei fili, durante il montaggio (armatura) dell'ordito.
- Passina, sottile uncino (simile ad un uncinetto) o piattina in metallo (con una cava) che serve per far passare il filo nelle maglie dei licci e nelle fessure del pettine.
- Pettine separatore, serve a mantenere una distribuzione costante dei fili di ordito mentre li si stanno caricando sul subbio.
- Navetta o spoletta volante, inserisce il filo di trama nel passo.
- Tempiale, asticella di misura regolabile munita di dentini alle estremità, serve ad impedire il ritiro del tessuto durante la lavorazione.